# Deltocephalus youngi
Deltocephalus youngi är en insektsart som beskrevs av Kramer 1965. Deltocephalus youngi ingår i släktet Deltocephalus och familjen dvärgstritar. Inga underarter finns listade i Catalogue of Life.